# 馬偕醫學大學
馬偕學校財團法人馬偕醫學大學（英語：Mackay Medical University），是一所由台灣基督長老教會創立於新北市三芝區的私立醫學院。2009年成立，為台灣第12所醫學院。與馬偕醫護管理專科學校同屬長老教會管理之馬偕學校財團法人。
2017年7月傳出馬偕醫學院與真理大學、馬偕護專整併消息，2020年前併校並更名為馬偕大學，成為馬偕大學醫學院校區，此消息校方已證實為誤傳。2023年3月6日第76屆北部台灣基督長老教會大會通過馬偕學校財團法人（馬偕醫學院、馬偕護專）與真理大學財團法人董事會合併案並整合教育資源。並設立「法人合併推動小組」，執行往後相關流程與召開會議。自114學年度(114年8月1日起)起，正式改名為馬偕學校財團法人馬偕醫學大學。

## 概要
馬偕醫學院，是為了紀念馬偕博士在台灣的醫療事業、以及培養醫療人才而設立。校慶日定為3月21日，即馬偕的生日。
目前馬偕醫學院部分醫療課程與國立陽明交通大學採策略聯盟方式合作，通識課程則與北二區區域教學資源中心所開設的「全國夏季學院」相互承認。
校訓
「敬天愛人， 謙忍卓決」，其意義為：心中有神、對人有愛、對人謙卑忍讓、處事卓越果斷。
校徽
校徽完成於創校四周年，其圖樣由茶花以及蛇杖所構成，並以鮮紅配色：茶花宛如耶穌張臂擁抱世人，蛇杖體現醫療智慧與生命復原能力。校徽整體造形合而為一，呼應聖經中三位一體的概念。

## 校史

### 大事年表
- 1995年10月，成立醫學院籌備小組。
- 1997年3月，向教育部提出設校申請。
- 1999年3月，成立醫學院籌備處，位於台北馬偕醫院及真理大學淡水院區。
- 1999年5月，聘高銘憲教授為籌備處主任。
- 2000年1月，向教育部提出詳細籌設計畫書修訂本。
- 2003年3月，內政部區域計劃委員會通過校園整體開發計畫。
- 2005年2月，通過教育部許可籌設。
- 2006年12月，財團法人設立登記。
- 2007年7月，取得建造執照。
- 2008年4月，第一期建築工程施工。
- 2008年5月，聘方菊雄教授擔任籌備處主任。
- 2008年9月20日，上樑感恩禮拜。
- 2009年1月，第2屆董事會選出黃俊雄先生擔任董事長。
- 2009年2月，通過立案申請。
- 2009年3月，通過招生辦法審核，通過教育部立案並准予招生(台高(四)字第0980050130號)。
- 2009年4月，教育部通過任用魏耀揮校長。
- 2009年4月18日，第一期校舍落成感恩典禮。
- 2009年7月，招收第一屆學生。
- 2009年9月12日，首任校長授職暨創校開學典禮。
- 2010年3月20日，第一屆校慶，訂於馬偕的誕辰前一日。
- 2011年10月，獲教育部通知准予籌設生物醫學研究所[7]。
- 2012年9月，招收第一屆碩士班研究生，增設聽力暨語言治療學系。
- 2013年3月23日，第二期校舍新建工程落成。
- 2013年6月15日，舉行第一屆護理學系畢業典禮。
- 2015年1月20日，更名為馬偕學校財團法人馬偕醫學院。
- 2015年新設立長期照護研究所[8]
- 2023年 開始招收視光學系學士班學生
- 2024年 開始招收醫學檢驗暨再生醫學學系學士班學生
- 2025年8月1日 正式改名為「馬偕學校財團法人馬偕醫學大學」

## 歷任校長
| 任期   | 姓名   |
| ------ | ------ |
| 2009年 | 魏耀揮 |
| 2013年 | 魏耀揮 |
| 2017年 | 李居仁 |
| 2021年 | 李居仁 |
| 2025年 | 葉宏一 |

## 歷任董事長
| 任期   | 姓名   |
| ------ | ------ |
| 2009年 | 黃俊雄 |
| 2013年 | 林逸民 |

## 組織

### 學術單位
| 學術單位 | 醫學系                             | 護理學系暨二年制在職專班、碩士班 |
| 學術單位 | 聽力暨語言治療學系暨碩士班         | 視光學系                         |
| 學術單位 | 醫學檢驗暨再生醫學學系             | 生物醫學研究所碩士班暨博士班     |
| 學術單位 | 長期照護研究所碩士班暨碩士在職專班 | 高齡福祉科技研究所碩士班         |
| 學術單位 | 全仁教育中心                       |                                  |

### 行政單位
| 行政單位 | 校長室 （页面存档备份，存于）     | 教務處 （页面存档备份，存于）       |
| 行政單位 | 總務處 （页面存档备份，存于）     | 學務處 （页面存档备份，存于）       |
| 行政單位 | 會計室 （页面存档备份，存于）     | 人事處 （页面存档备份，存于）       |
| 行政單位 | 研究發展處 （页面存档备份，存于） | 全人教育中心 （页面存档备份，存于） |
| 行政單位 | 教師發展中心                      | 秘書處 （页面存档备份，存于）       |
| 行政單位 | 圖書館 （页面存档备份，存于）     | 資訊中心 （页面存档备份，存于）     |
| 行政單位 | 校牧室 （页面存档备份，存于）     | 心理諮商中心 （页面存档备份，存于） |

## 景觀與建築
馬偕醫學院校舍建築立面以牛津學堂、紅毛城等建築作為樣本，並考量三芝地區氣候略加修正，具中西合璧風格及延續馬偕精神之寓意。

### 建築
- 第一教研大樓(A、B、C棟)
- 第二教研大樓(D、E、F、G棟)
- 第一學生宿舍(A、B棟)
- 第二學生宿舍(C、D棟)
- 多功能活動中心(K棟)
- 學人宿舍
- 原住民資源中心
- 校牧室

### 景觀
真愛森林

## 校園系統
- 馬偕醫學大學個人portal （页面存档备份，存于）（繁體中文）（英文）
- MyMail
- Archive.today的存檔，存档日期2012-12-21
- （页面存档备份，存于）
- 校園選課系統 （页面存档备份，存于）

## 台灣國內學校策略聯盟
- 馬偕醫護管理專科學校
- 國立陽明交通大學

## 外部連結
- 馬偕醫學大學 （页面存档备份，存于）
- 馬偕醫護管理專科學校 （页面存档备份，存于）
- 馬偕紀念醫院 （页面存档备份，存于）
- 彰化基督教醫院
- 新樓醫療財團法人 （页面存档备份，存于）
- 長老教會 （页面存档备份，存于）